# Rheezerveen
Rheezerveen (in de volksmond ook wel 't watergat genoemd ) is een buurtschap in de gemeente Hardenberg in de Nederlandse provincie Overijssel. Het is centraal gelegen tussen de plaatsen Hardenberg, Dedemsvaart en Ommen. Rheezerveen telt ongeveer 620 inwoners. In de kern van de buurtschap bevindt zich de lokale school IKC Rheezerveen,  het buurthuis De Samenkomst en een sport-/voetbalveld.
Rheezerveen bestond in vroegere jaren voornamelijk uit boerderijen, tegenwoordig is het een mix van voornamelijk akkerbouw en nog een handvol melkveebedrijven. Vanaf ongeveer het jaar 2000 vindt er op beperkte schaal nieuwbouw van burgerwoningen plaats.
Er zijn enkele maatschappelijk organisaties actief in Rheezerveen en omstreken, zoals Stichting Oranjebuurt Rheezerveen/Heemserveen, Stichting Samenkomst, Plaatselijk Belang Rheezerveen e.o. en Vrouwenvereniging Dient Elkander.
Steden: Hardenberg · Gramsbergen      Dorpen: Balkbrug · Bergentheim · Bruchterveld · De Krim · Dedemsvaart · Heemse · Kloosterhaar (deels) · Lutten · Mariënberg · Oud Avereest · Rheeze · Schuinesloot · Sibculo · Slagharen

Buurtschappen: Achterin · Ane · Anerveen · Anevelde · De Belt · Benedenvaart · 't Bergje · Braamberg (deels) · Brucht · Collendoorn · Collendoornerveen · Diffelen · Ebbenbroek · Engeland · Gouden Ploeg · Groot-Oever · De Haandrik · 't Haantje · De Haar · Hanekamp · Hardenbergerveld · Heemserveen · Holtheme · Holthone · Hoogenweg · Den Huizen · Den Kaat · Keiendorp · Loozen · Lutten-Oever · Lutterhartje · De Maat · De Meene · De Mulderij · Noord-Stegeren · Den Oosterhuis · Oud-Bergentheim · Oud-Lutten · De Pol · Radewijk · Rheezerveen · De Schans · Sluis 7 · Sponturfwijk · Strooiendorp · Den Velde · Venebrugge · Den Westerhuis · Westerhuizingerveld (deels) · Witman 

Voormalige gemeenten: Avereest · Gramsbergen · Hardenberg (Stad · Ambt)

Overijssel · Steden en dorpen in Overijssel      Nederland · Provincies · Gemeenten